# Hajo Holborn
Hajo Holborn (18 mai 1902, Berlin - 20 juin 1969, Bonn) est un historien germano-américain et spécialiste de l'histoire allemande moderne.

## Jeunesse
Hajo Holborn est né le fils de Ludwig Holborn, le physicien allemand et "Direktor der Physikalisch-Technischen Reichsanstalt ", et devient l'élève de Friedrich Meinecke à l'Université de Berlin, où il obtient un doctorat en philosophie en 1924. Après s'être établi à Heidelberg en 1926 comme maître de conférences en histoire médiévale et moderne, il y devient Privatdozent jusqu'à ce qu'il soit rappelé à Berlin comme professeur Carnegie d'histoire et de relations internationales à la Deutsche Hochschule für Politik privée . Il est démis de ses fonctions en 1933 par le gouvernement nazi, mais il avait déjà quitté le pays .

## Émigration
Ne voulant pas participer au national-socialisme, il s'enfuit la même année au Royaume-Uni, puis émigre aux États-Unis d'Amérique en 1934. Peu de temps après son arrivée aux États-Unis, il est nommé professeur invité d'histoire allemande à Yale . Il enseigne l'histoire diplomatique à l'Université Tufts, au Massachusetts, (1936–1942) et est professeur invité à l'Université de Vienne, Autriche (1955). Il devient citoyen américain et pendant la Seconde Guerre mondiale, il travaille pour le Bureau des services stratégiques en tant qu'assistant spécial du chef de sa branche de recherche et d'analyse, William L. Langer.

## Après la guerre
Après la guerre, il est professeur Randolph W. Townsend à Yale jusqu'en 1959, date à laquelle il reçoit le titre de professeur Sterling d'histoire à l'Université de Yale ; ici, il continue à enseigner et à écrire jusqu'à sa mort en 1969 .
En 1967, Holborn devient le premier président de la Société américaine d'histoire non né aux États-Unis . Plusieurs spécialistes de l'histoire allemande et européenne en Amérique, dont Peter Gay, sont des élèves de Holborn.

## Famille
Comme leur père, les enfants de Hajo Holborn poursuivent une carrière fructueuse dans l'érudition universitaire. Son fils Fred Holborn (né en 1928) est professeur adjoint principal de politique étrangère américaine à la School of Advanced International Studies de l'Université Johns-Hopkins avant sa mort en 2005. La fille de Holborn, Hanna Holborn Gray (née en 1930), est une historienne de la pensée politique de la Renaissance et de la Réforme. Elle est professeur émérite Harry Pratt Judson à l'Université de Chicago et est présidente de l'université pendant 15 ans .

## Travaux
Avant son émigration, Holborn est chargé par le gouvernement de composer une histoire de la constitution de la République de Weimar, aboutissant à l'ouvrage "La République de Weimar et la naissance du Parti démocrate allemand: Les papiers Hajo Holborn, 1849–1956." D'autres œuvres de Holborn comprennent la série Histoire de l'Allemagne moderne, couvrant trois volumes et couvrant une période de quatre siècles depuis la Réforme et culminant avec la capitulation du régime d'Hitler en 1945.
Le travail de Holborn est salué par plusieurs de ses pairs distingués, par exemple Fritz Stern.